# František Bubník
František Bubník (28. července 1907 – 20. prosince 1973) byl český a československý politik Komunistické strany Československa, poválečný poslanec Ústavodárného Národního shromáždění, Národního shromáždění ČSR a ČSSR a Sněmovny lidu Federálního shromáždění.

## Biografie
Po parlamentních volbách v roce 1946 byl zvolen poslancem Ústavodárného Národního shromáždění za KSČ. Mandát ale nabyl až dodatečně v květnu 1948 jako náhradník poté, co rezignoval poslanec Josef Vítovec. V parlamentu setrval je krátce do konce funkčního období, tedy do voleb do Národního shromáždění roku 1948, v nichž byl zvolen do Národního shromáždění za KSČ ve volebním kraji Tábor. Mandát získal i ve volbách do Národního shromáždění roku 1954 (volební kraj České Budějovice), volbách do Národního shromáždění roku 1960 (po nich poslancem Národního shromáždění ČSSR) a volbách do Národního shromáždění roku 1964. V Národním shromáždění zasedal do roku 1968, kdy se v souvislosti s federalizací Československa přesunul do Sněmovny lidu Federálního shromáždění. Zde setrval do konce funkčního období v roce 1971.
Zastával i stranické funkce. VIII. sjezd KSČ ho zvolil členem Ústředního výboru Komunistické strany Československa. K roku 1954 se profesně uvádí jako tajemník Krajského výboru KSČ v Českých Budějovicích. Před svou smrtí působil ve funkci prvního místopředsedy českého Ústředního výboru Svazu československo-sovětského přátelství a předsedy Krajského výboru SČSP v Jihočeském kraji.
Zemřel v ranních hodinách 20. prosince 1973 při dopravní nehodě během cesty na zasedání České odborové rady. Spolu s ním zahynul i jihočeský funkcionář Václav Lang.